# Springerle

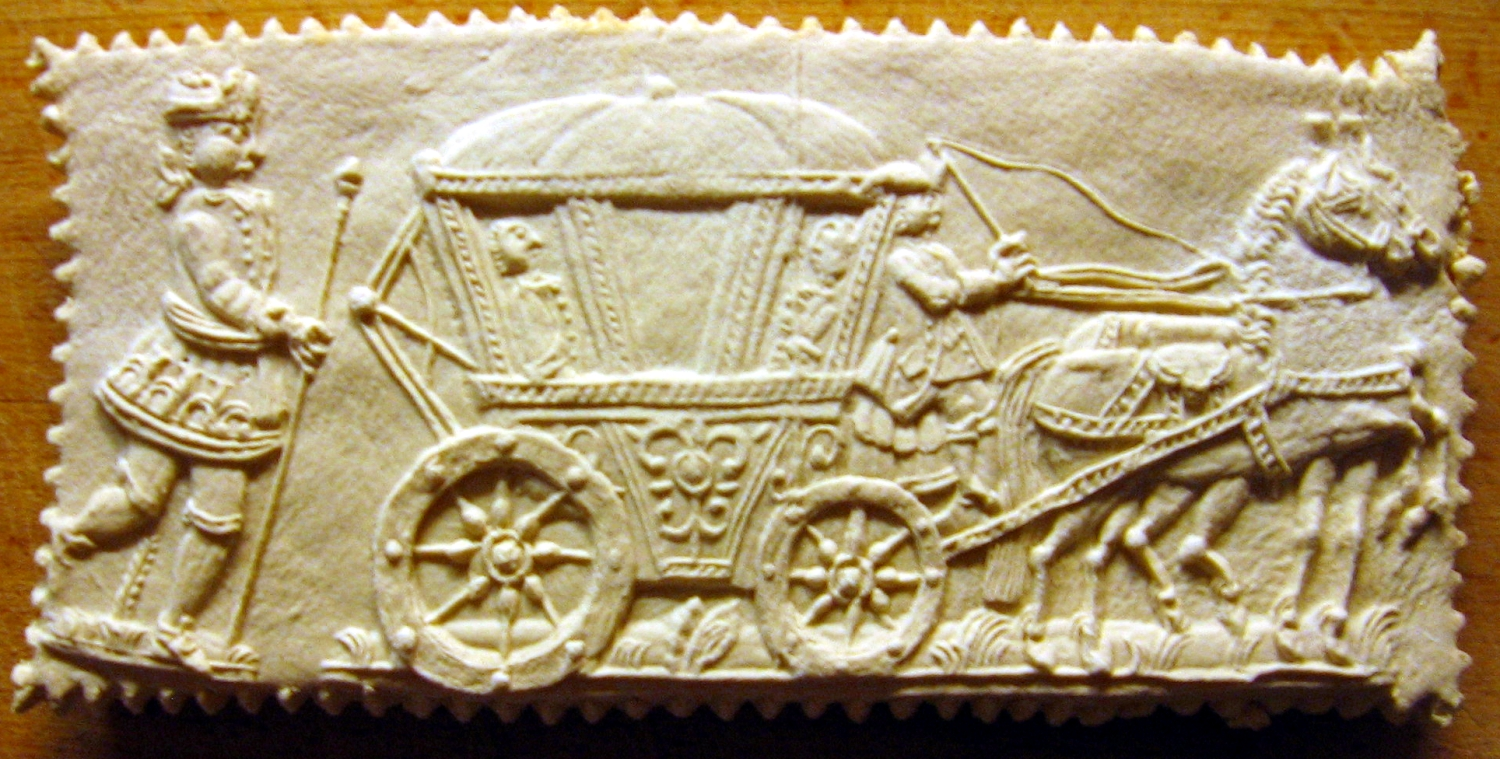
Springerle mit typisch weißer Oberfläche: Hochzeitskutsche (Rokoko)

Springerle (in der Schweiz Anisbrötli oder Springerli – im fränkischen Raum Eierzucker genannt) ist ein traditionelles Festtagsgebäck aus einem Anis-Eierschaumteig. Es wurde sowohl an kirchlichen Feiertagen (Ostern, Pfingsten und Weihnachten) als auch zu familiären Festen (Hochzeit, Taufe) mit jeweils passenden Motiven gebacken. Sie gehören wie Spekulatius zum Bildgebäck. Springerle sind in Süddeutschland, Teilen von Österreich, der Schweiz, im Elsass und Ungarn bekannt. (In lothringischen Rezepten für sogenanntes „Pain d’anice“ finden sich dieselben Zutaten- und Zubereitungsangaben, jedoch werden dabei keine Model mehr verwendet.)
Der Name, der süddeutsche Diminutiv von Springer, kommt entweder von einem beliebten Motiv, einem Reiter (Springer) oder, was sehr viel wahrscheinlicher ist, vom Aufspringen (Aufgehen) beim Backen. Beim Backen wächst der Teig auf die doppelte Höhe, dabei bildet sich am unteren Rand ein „Fuß“.

## Zubereitung

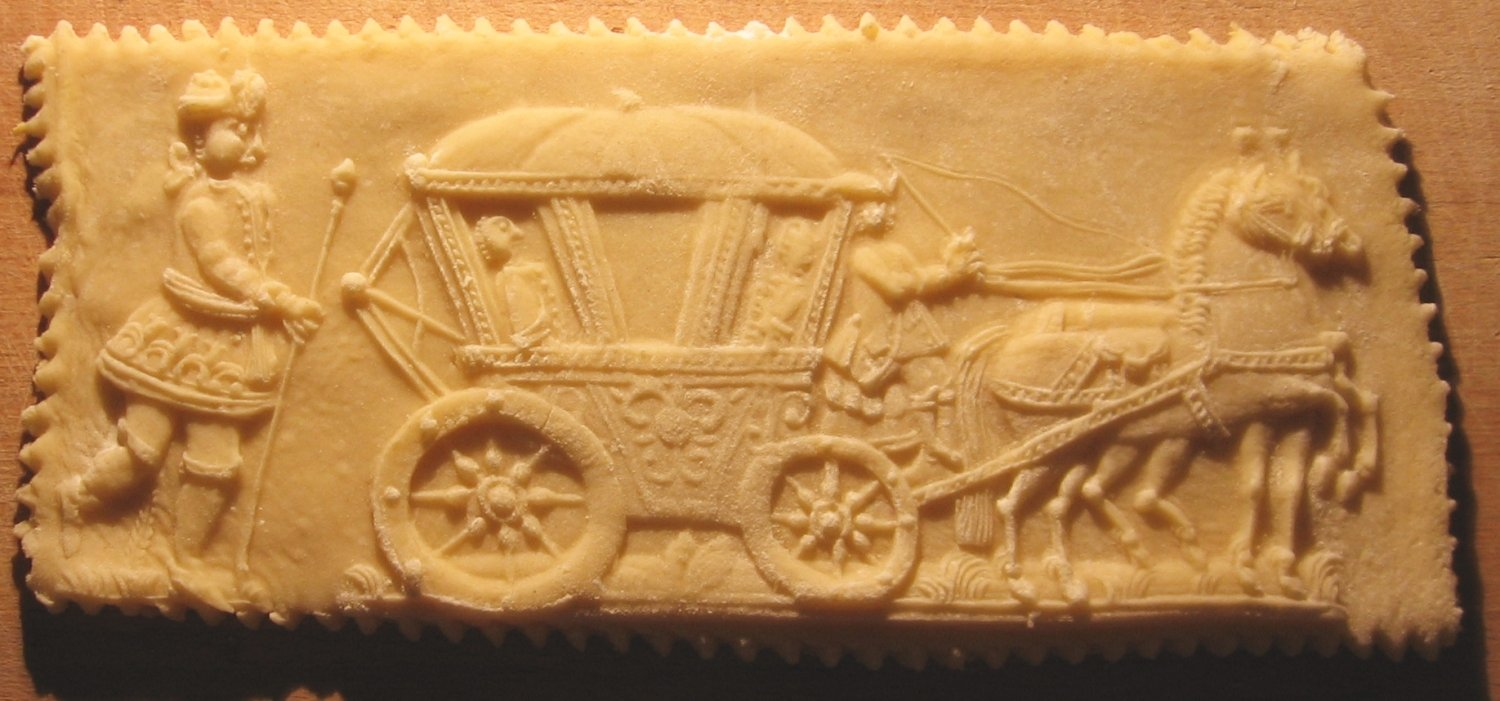
Springerle frisch aus dem Model: Hochzeitskutsche (Rokoko)

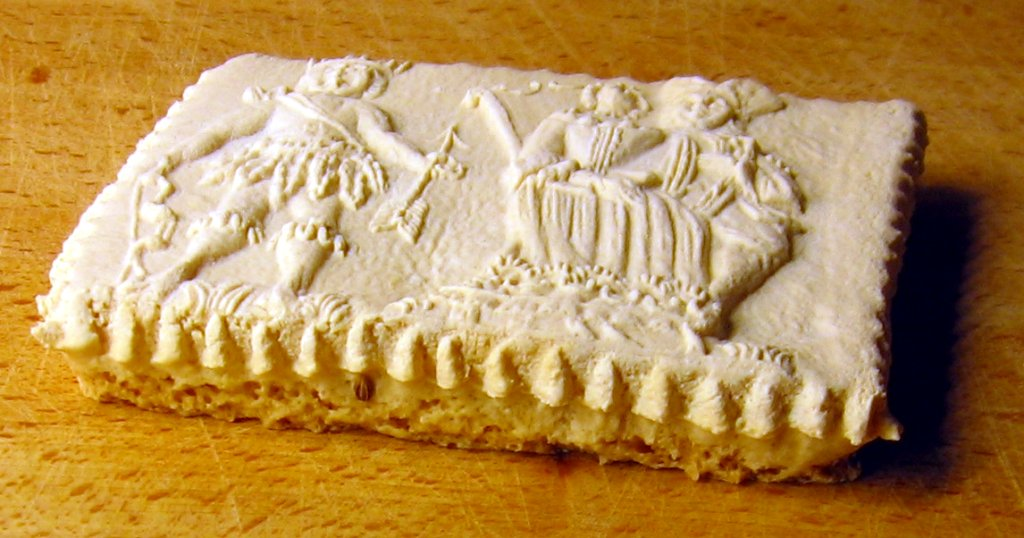
Springerle mit dem typischen Füßle

Aus Eiern, Puderzucker und Mehl wird ein Teig zubereitet, der einige Stunden kalt gestellt wird, bevor er zu einer Teigplatte von etwa 0,5–1 cm Dicke ausgerollt wird. In einigen Rezepten wird noch etwas Hirschhornsalz als Treibmittel zugesetzt. Auf den ausgerollten Teig werden Model gedrückt, um die Motivplätzchen zu formen. Die Springerle werden ausgeschnitten, auf ein mit Butter eingefettetes und mit Anis  bestreutes Backblech gesetzt und trocknen etwa 12–24 Stunden bis zum Backen. Das Bild wird in dieser Zeit fest und verändert sich beim Backen nicht mehr. Die Unterseite der Teiglinge muss beim Backen noch feucht sein, damit die Springerle nicht an der Oberseite aufplatzen und das Motiv damit zerstört wird.
Die Springerle werden bei 130–140 °C etwa 30 min im Ofen gebacken. Dank der Ofenhitze wachsen die Teiglinge zusehends auf etwa doppelte Höhe, bilden somit die sogenannten Füßchen aus. Erst nach längerer Lagerung von zwei bis drei Wochen werden die Plätzchen weich. Bis zum Verzehr ist die Lagerung in einer Blechbüchse zu empfehlen.

## Historisches

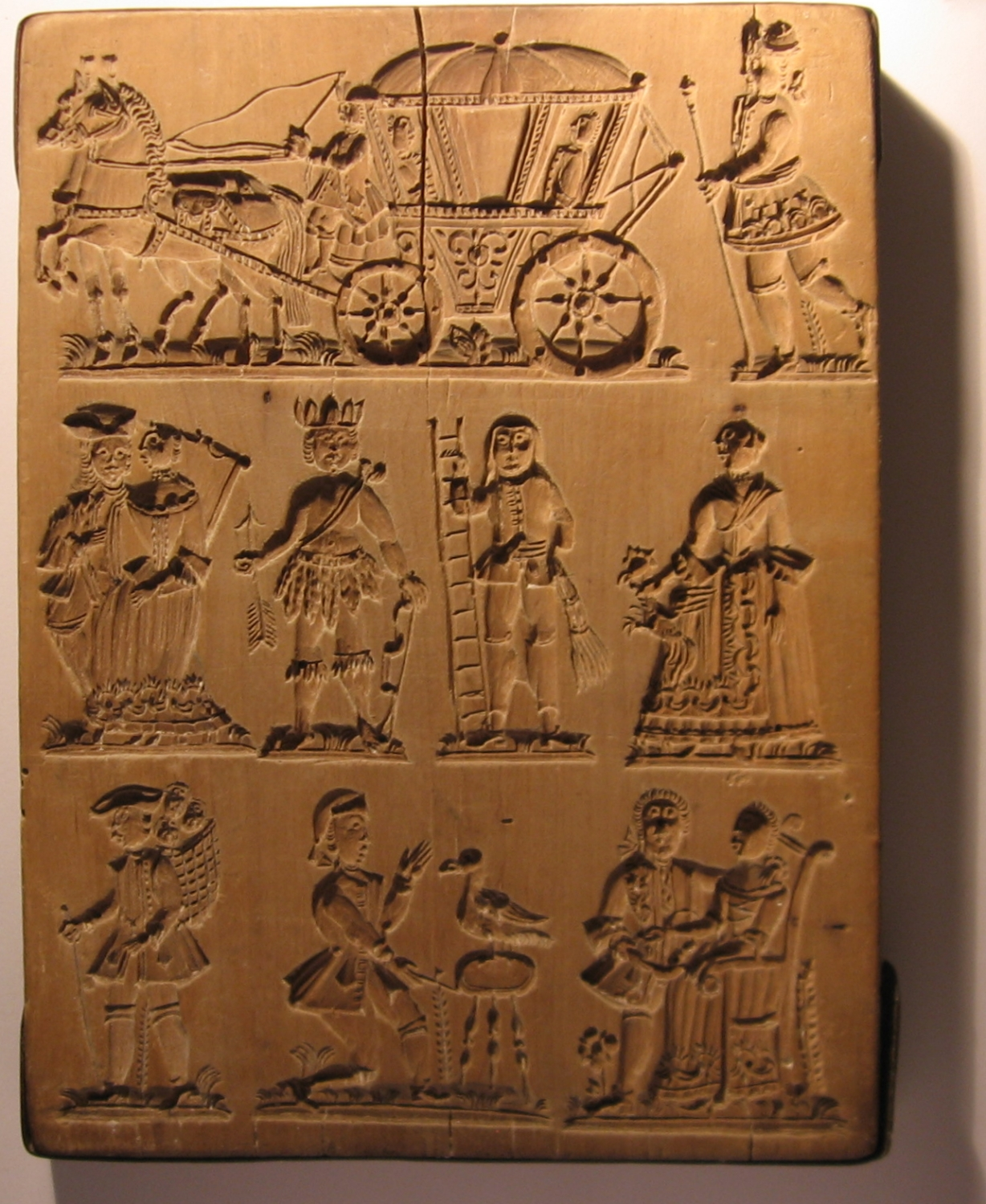
Springerle-Model aus Schwaben, Hochzeitskutsche (Rokoko), Vorderseite

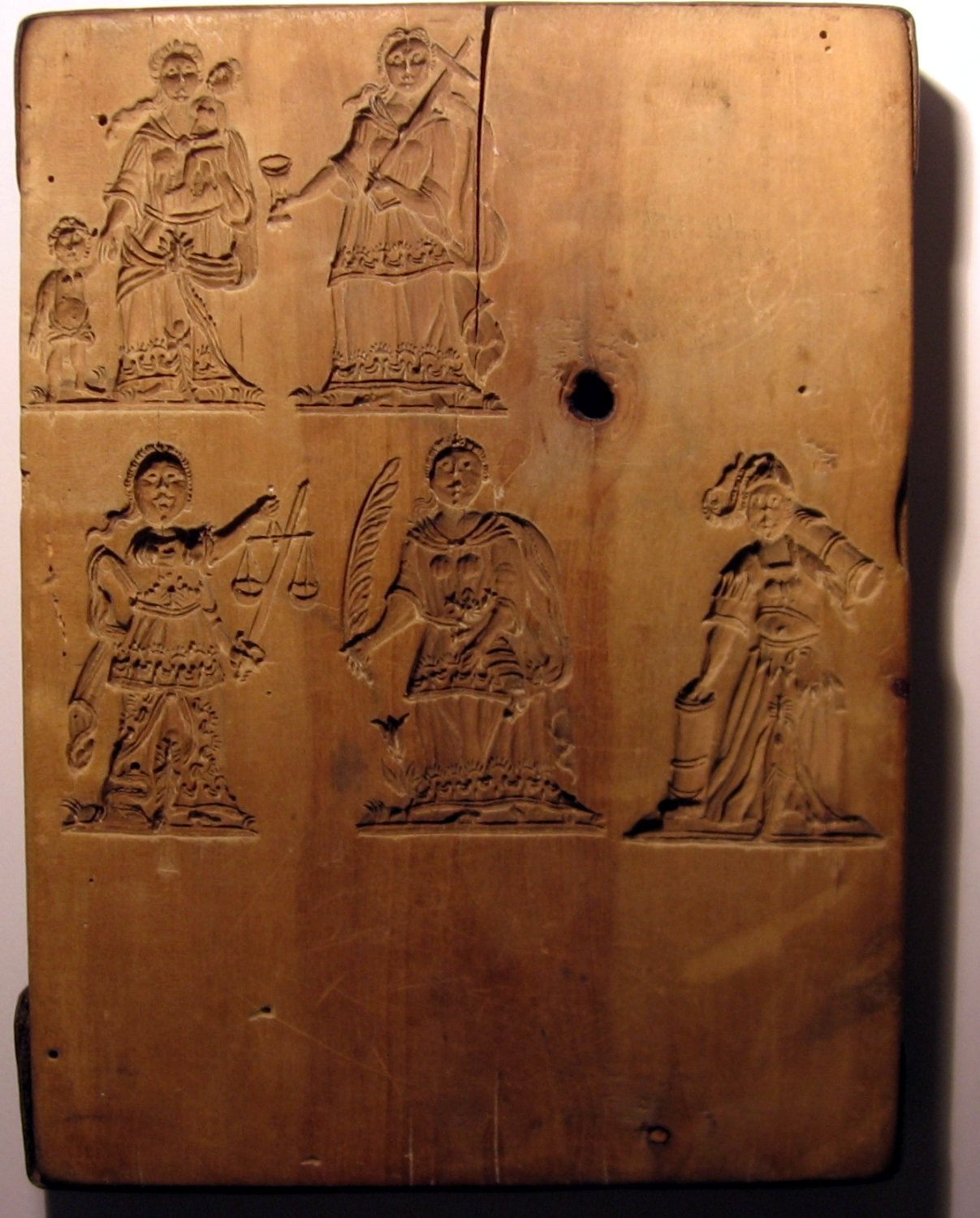
Springerle-Model aus Schwaben, Hochzeitskutsche (Rokoko), Rückseite

Wann genau die Springerle erfunden wurden, ist unbekannt. Mindestens seit dem Mittelalter gibt es Model aus Stein, Metall, Keramik oder Holz, um Gebäck mit Bildern zu versehen. Ihren Ausgangspunkt nahm die Entwicklung in der kirchlichen Hostienbäckerei. Die ersten Springerle-Motive waren kirchlichen Ursprungs. Es wurden biblische Geschichten oder christliche Symbole dargestellt. Weihnachtliche und österliche Motive waren sehr beliebt.
Im 17. und 18. Jahrhundert setzten sich mehr und mehr weltliche Motive durch. Den Anfang machten heraldische Motive. Die Themen Glück, Liebe und Fruchtbarkeit waren im 17. bis 19. Jahrhundert stark vertreten. Modisch gekleidete Damen, prächtig geschmückte Reiter, Liebeskutschen, Fruchtbarkeits- und Liebessymbole sind in alten Modeln erhalten geblieben. Entsprechend den Motiven wurden die Springerle zur Verlobung, Hochzeit und als Werbegeschenk verschenkt.

## Die Model

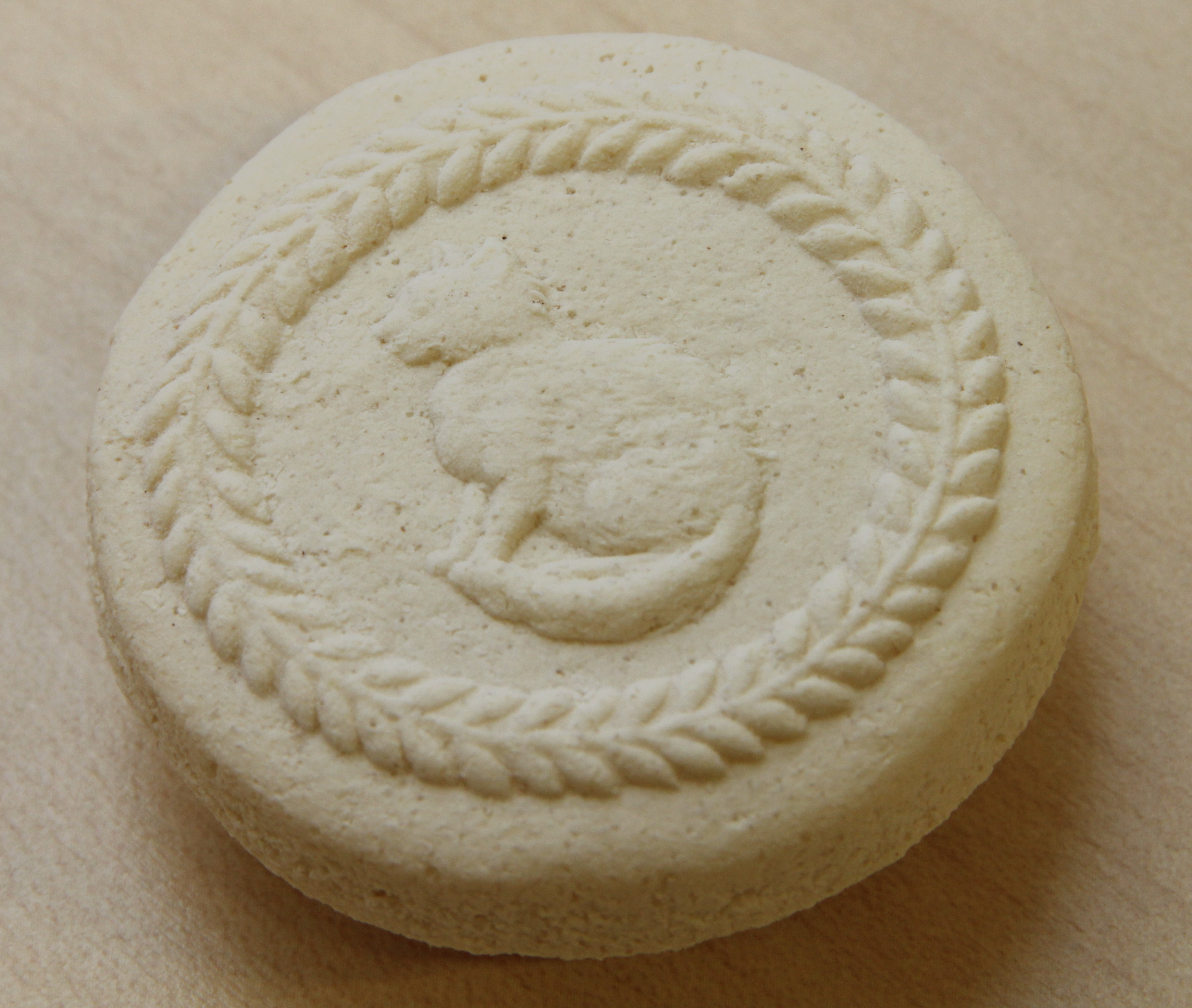
Springerle mit Katzenmotiv

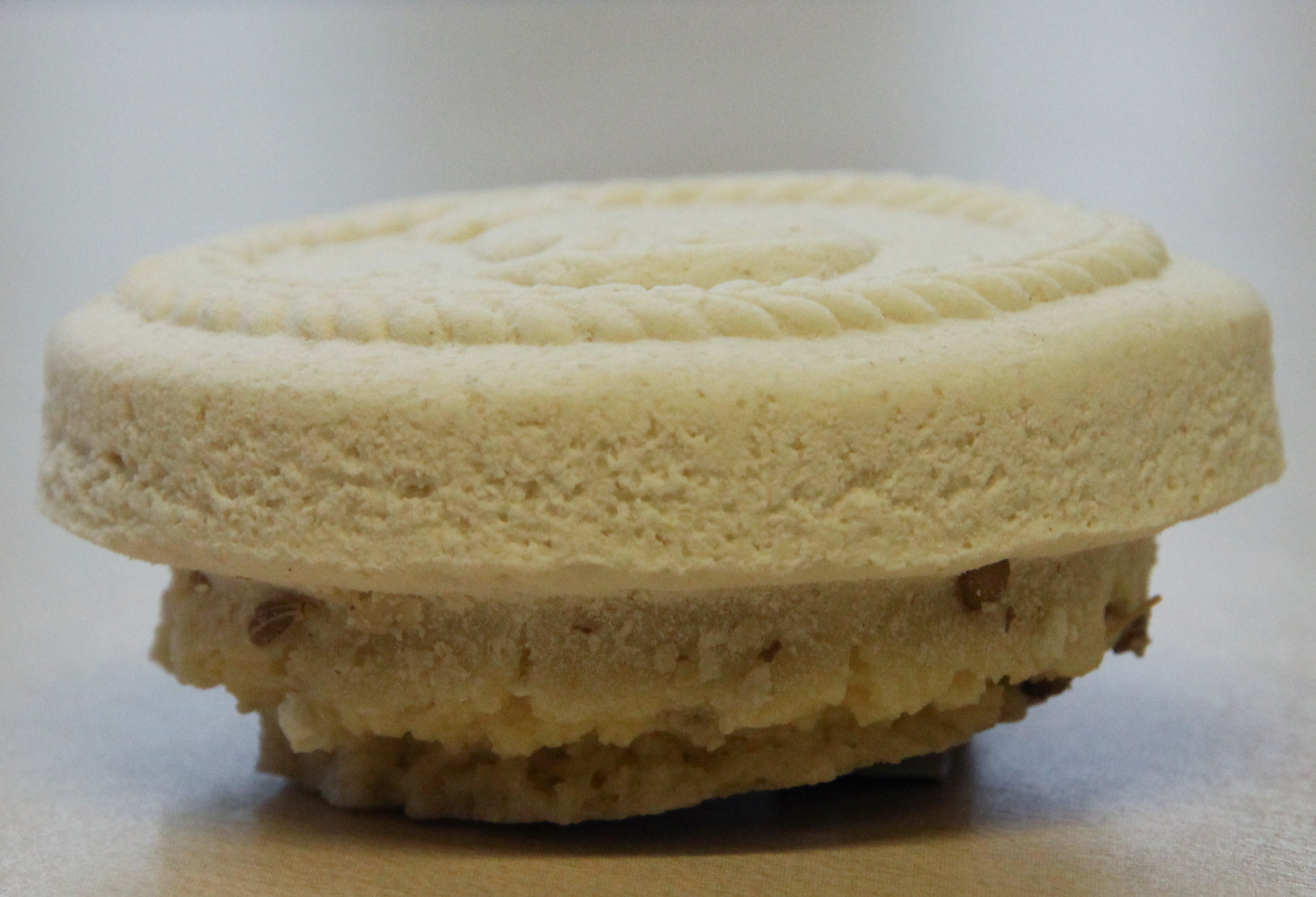
Frontansicht eines Springerles. Gut sichtbar ist das Füßle

Das übliche Material für Holzmodel ist Birnenholz. Es ist hart, splittert kaum und seine Härchen richten sich nicht auf, wenn es nass wird. Dadurch werden auch feinste Ziselierungen auf den Plätzchen sichtbar. Das Modelstechen gehörte lange Zeit zum Handwerk der Konditoren oder Zuckerbäcker. Model gehören zur Volkskunst und sind selten signiert. Heutige Model werden meist mit Hilfe von Fräsen hergestellt oder in Kunstholz gegossen.

## Ausstellungen
Seit ein paar Jahren findet zwischen November und dem neuen Jahr eine Ausstellung mit dem Thema Springerle im Museum im Schlössle in Freiberg am Neckar statt.
Im unterelsässischen Ort La Petite-Pierre (Lützelstein) gibt es ein Springerle-Museum.
In der Stadt Strasburg, Pennsylvania (USA) existiert ein „Springerle-House“ (früher ein kleines Café, inzwischen nur noch Online-Handel) mit einer Model-Sammlung.
Im Museum der Brotkultur, im Landesmuseum Stuttgart im Alten Schloss und in Waldenbuch im Museum der Alltagskultur, gibt es in den Ausstellungen und auch in den Museumsläden eine sehenswerte Sammlung von Modeln.